# Hannu Övermark
Hannu Övermark (ur. 16 stycznia 1957 w Lappajärvi) – fiński zapaśnik walczący przeważnie w stylu klasycznym.
Zajął czwarte miejsce na mistrzostwach świata w 1982. Szósty na mistrzostwach Europy w 1981. Zdobył cztery medale na mistrzostwach nordyckich w latach 1976–1984.
Brat zapaśników Kariego i Jarmo, uczestników igrzysk olimpijskich.